# Puigdon
El Puigdon és una muntanya de 1.207 metres que es troba al límit nord del terme municipal d'Alpens, a la comarca del Lluçanès. Forma part de la serra de Sovelles. És el punt més alt i el més septentrional de la comarca.